# Leila Arcieri
Leila C. Arcieri née le 18 décembre 1973 est une  actrice et top model américaine. Elle a été élue Miss San Francisco en 1997 elle a fait de nombreuses apparitions au cinéma dans des films tels que xXx ou Sexcrimes 2.

## Biographie

### Jeunesse
Elle est née à San Francisco (Californie), elle est la fille d'un père italo-américain et d'une mère afro-américaine. 
Elle entretiendrait une relation avec Jamie Foxx. Des rumeurs de mariage courent, les informations fournies sur les sites des deux célébrités restent floues à ce sujet.

## Filmographie
- 1997 : MADtv (série télévisée) : Funeral Guest
- 1999 : Hot Boyz (vidéo) : Tia
- 1999 : Beverly Hood : Pam Washington
- 1999 : Premiers secours (Rescue 77) (série télévisée)
- 1999 : Foolish : Marissa
- 2000 : Cousin Skeeter (série télévisée) : Candy Member
- 2001 : Higher Ed : Lisa
- 2002 : xXx de Rob Cohen : Jordan King
- 2002 : Son of the Beach (série télévisée) : Jamaica St. Croix
- 2003 : École paternelle (Daddy Day Care) : Kelli
- 2003 : Double Blade : Lee
- 2003 : Jeremiah (série télévisée) : Crystal
- 2004 : Sexcrimes 2 (Wild Things 2) (vidéo) : Maya King
- 2005 : A Perfect Fit : Sarah
- 2005 : Un plan béton (King's Ransom) de Jeff W. Byrd : Kim Baker
- 2005 : Kevin Hill (série télévisée) : Monroe McManus
- 2005 : Les Experts : Manhattan (CSI: NY) (série télévisée) : Darcy Sullivan
- 2006 : The PTA (série télévisée) : Babe
- 2006 : Prescriptions (série télévisée) : Jennifer Roberts
- 2006 : One on One (série télévisée) : Lila
- 2006 : Las Vegas (série télévisée) : Ava
- 2006 : Mammoth (TV) : Agent Powers
- 2006 : Les Experts : Miami (CSI: Miami) (série télévisée) : Nikki Beck
- 2007 : Babylon Fields (TV) : Louisa Ramirez
- 2008 : Untitled Kanye West HBO Project (TV) : Tiffany
- 2008 : Death Toll : Detective Bathgate
- 2009 : Love N' Dancing : Danielle
- 2009 : Killing of Wendy : Karen
- 2009 : Buffalo Bushido : Sadie Lynn Miller
- 2010 : Supreme Champion : Kaya